# Рос-Марба, Антони
Анто́ни Рос-Марба́ (кат. Antoni Ros-Marbà; род. 2 апреля 1937, Оспиталет-де-Льобрегат) — испанский дирижёр.
Учился у Эдуарда Тольдры, Серджиу Челибидаке и Жана Мартинона. В 1965 г. выиграл национальный конкурс на должность главного дирижёра новосозданного Симфонического оркестра Испанского радио и телевидения, однако руководил им на протяжении всего лишь двух сезонов. В 1967—1978 гг. возглавлял Оркестр Барселоны, в 1978—1981 гг. — Национальный оркестр Испании, в 1981—1986 гг. снова Оркестр Барселоны. Одновременно в 1979—1986 гг. главный дирижёр Камерного оркестра Нидерландов.
В настоящее время Рос-Марба возглавляет Королевскую филармонию Галисии и Галисийскую высшую музыкальную школу.
К числу высших достижений Рос-Марбы относится запись оратории Гайдна «Семь слов», удостоенная премии имени Онеггера.